# قصة غنجي

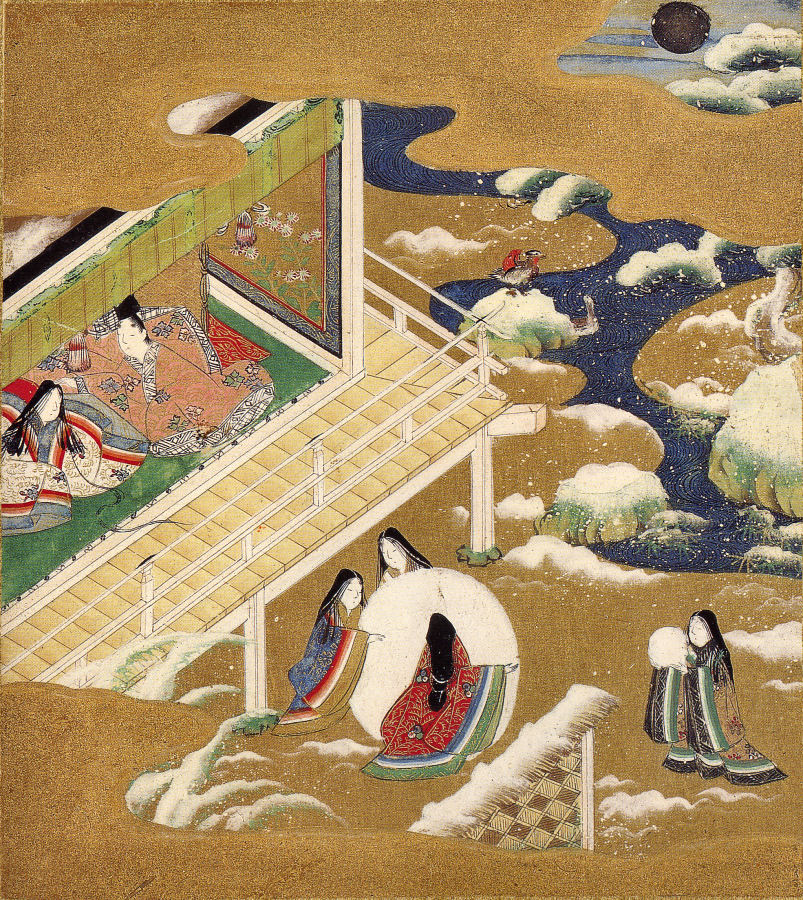
مشهد من أحد الفصول من قصة غنجي.

قصة غنجي تعد من الروايات الأولى والأشهر على الإطلاق في الأدب الياباني. صاحبة الرواية «موراساكي شيكيبو» (紫 式部) ج (973-1025 م.) عاشت أثناء فترة هييآن التاريخية.
تدور أحداث القصة حول شخصية «هيكارو نو غنجي» (光の源氏)، وحسب الرواية دائماً هذا الشخص من النبلاء وينتمي إلى عائلة «ميناموتو». رغم أنه ابن أحد الأباطرة إلا أنه ولأسباب سياسية، تم إبعاده من البلاط ثم أسندت إليه مهام إدارية. تبدأ القصة في سرد الأحداث الرومانسية التي يتعرض لها البطل، كما تصور العادات والتقاليد السائدة آنذاك.
تبدو الرواية وكأنها كتبت بأسلوب خاص لم يعهد من قبل، ولعل السبب في ذلك راجع لكون الرواية أوجدت لمهمة خاصة، وهي تسلية نساء البلاط، وقد تجلت لأول مرة كل عناصر الرواية الحقيقية في هذه القصة، الأحداث المتتالية في إطار زمني ثم الراوي الذي يشرح هذه الأحداث.

## وصلات خارجية
- حكاية غنجي الرواية الأولى في العالم عمرها ألف عام